# Kubo Masahide
Masahide Kubo (sinh ngày 16 tháng 12 năm 1978) là một cầu thủ bóng đá người Nhật Bản.

## Sự nghiệp câu lạc bộ
Masahide Kubo đã từng chơi cho Cerezo Osaka.